# Otto Larsen (fodboldspiller)
 Der er flere personer med dette navn, se Otto Larsen.
Jens Otto Larsen (5. april 1893 i Søllerød – 23 juli 1969 i Onsild ved Hobro) var en dansk landsholdsspiller i fodbold.
I sin klubkarriere spillede Otto Larsen i perioden 1913-1924 129 kampe og scorede 19 mål som venstrewing hos Frem, hvor han vandt klubbens første danske mesterskab i 1923 efter en 2-1 sejer mod AGF. I 1924 skiftede han til Fremad Amager hvor han sluttede karrieren 1928 efter 22 kampe for klubben.
Otto Larsen debuterede på landsholdet i en venskabskamp mod Sverige 1918 i Idrætsparken som Danmark vandt 3-0. Han nåede ti landskampe og spillede sin sidste landskampe i 1923 i en venskabskamp mod Norge i Idrætsparken som Danmark vandt 2-1.